# Aiptasia pulchella
Aiptasia pulchella is een zeeanemonensoort uit de familie Aiptasiidae.
Aiptasia pulchella is voor het eerst wetenschappelijk beschreven door Carlgren in 1943.